# 미라 크래프트
미라 히아트 크래프트(Myra Hiatt Kraft)는 미국의 자선 사업가로 크래프트 그룹의 설립자 로버트 크래프트의 아내이다.
매사추세츠주 우스터에서 자선 사업가던 야곱 히아트의 딸로 태어나 1964년 브랜다 이스 대학을 졸업하고 로버트 크래프트와 결혼하였다.
《보스턴 매거진》 선정 보스턴에서 가장 영향력 있는 여성 20에 올라가기도 했으며 뉴잉글랜드 패트리어츠 자선 재단 및 로버트 K.와 미라 H. 크래프트재단의 수탁자이기도 하다.